# 東京都道207号大島公園線
東京都道207号大島公園線（とうきょうとどう207ごう おおしまこうえんせん）は、東京都大島町元町上山から大島町元町港までを結ぶ一般都道である。大島町元町から大島町元町上山は三原山登山道路と呼ばれている。

## 概要

### 路線データ
- 延長：13.2km[1]
- 起点：東京都大島町元町上山
- 終点：東京都大島町元町（東京都道208号大島循環線交点）

## 路線状況

### 交通量
24時間自動車類交通量（台/日）
- 大島町元町津倍付：1,152
- 大島町元町小清水：8,820

## 地理

### 通過する自治体
- 東京都
  - 大島町

### 交差する道路
- 東京都道208号大島循環線 - 東京都大島町元町八重の水：一部重複